# Marlene Forte
Ana Marlene Forte Machado, más conocida como Marlene Forte, es una actriz y productora cubana, más conocida por su papel de Carmen Ramos en la serie de drama de TNT Dallas (2012-2014).

## Vida y carrera
Forte ha aparecido en muchas películas independientes desde principios de los años 1990. Recibió una nominación a los Imagen Awards por su trabajo en la película Little Girl Lost: The Delimar Vera Story (2008). En televisión, apareció en papeles recurrentes en House of Payne, Crossing Jordan y La vida secreta de una adolescente. Sus apariciones en cine incluyen las películas Star Trek (2009) y Las mujeres reales tienen curvas.
En 2012 comenzó a aparecer en la serie Dallas, de TNT, interpretando a Carmen Ramos, la veterana ama de llaves de la familia Ewing y la madre de Elena (interpretada por Jordana Brewster). Además, tuvo el papel de otra ama de llaves en la película de comedia de 2013 A Haunted House, y co-protagonizó The Single Moms Club en 2014. Después de Dallas, tuvo un papel recurrente en la serie dramática de ABC Family The Fosters.

## Filmografía

### Cine y televisión
- The Color of Love (1991)
- The Bronx War (1991)
- New York Undercover es Sra. Flores (1 episodio, 1996)
- Lena's Dreams (1997) es Lena
- The Untold Story of the World Trade Center Bombing(1997) es Monica Smith
- Mob Queen (1998) es Chica
- Bury the Evidence (1998)
- Law & Order es Alicia Bowers  (2 episodios, 1997-1999)
- Judging Amy es Margaret Lopez (1 episodio, 2000)
- Family Law es Silvia Guerrero (1 episodio, 2000)
- Cusp (2000) es Madre
- Our Song (2000) es Pilar Brown
- The Love Machine (2000) es Becca Campbell
- The Accountant (2000)
- Mysterious Ways es Gloria Capistrano (1 episodio, 2000)
- Walker, Texas Ranger es Elena Guerro (1 episodio, 2001)
- My Wife and Kids es Rosa López (2 episodios, 2001)
- Reunion (2001) es Margaret
- Crossing Jordan es Gloria (5 episodios, 2001)
- For the People es Marisol Martinez (2 episodios, 2002)
- Real Women Have Curves (2002) es Sra. Glass
- Nip/Tuck es Sra. Michaels (1 episodio, 2003)
- George Lopez es Sylvia (1 episodio, 2003)
- What Really Happened During the Cuban Missile Crisis (2003) es Socorro
- Darkness Minus Twelve (2004) es Marta Gutierrez
- Anyone (2004)
- CSI: Miami es Judge Veracruz (1 episodio, 2004)
- Cuco Gomez-Gomez Is Dead! (2005) es Dama Cubana
- Indocumentados (2005) es Madre
- Shooting Vegetarians (2005) es Amber
- Cut Off (2006) es Lydia
- Bones es Embajador Olivos (1 episodio, 2005)
- The West Wing es Agente del servicio secreto Linda (1 episodio, 2006)
- Windfall es Sra. Maduro (1 episodio, 2006)
- Jericho es Teresa Clemons (1 episodio, 2006)
- The Unit es Maritza Calderon (1 episodio, 2006)
- Day Break es Sra. Garza (3 episodios, 2007)
- Lost es Detective Mason (1 episodio, 2007)
- CSI: Crime Scene Investigation es Sra. Pamela Gentry (1 episodio, 2007)
- Adrift in Manhattan (2007) es Marta Colon
- Lincoln Heights es Mayor Giselle Amezcua (1 episodio, 2007)
- ER es Sra. Gonzalez (1 episodio, 2007)
- Cold Case es Yesenia Ramos (1 episodio, 2008)
- House of Payne es Rosie Hernandez (7 episodios, 2008-2009)
- Glow Ropes: The Rise and Fall of a Bar Mitzvah Emcee (2008) es Sra. Lopefrawitz
- Little Girl Lost: The Delimar Vera Story (2008) es Tatita
- Star Trek (2009) es Transport Chief
- Criminal Minds es Sheriff Ruiz (1 episodio, 2010)
- Community es Doctora Escodera (1 episodio, 2010)
- Past Life es Lucinda Morales (1 episodio, 2010)
- Eastbound & Down es Soledad (1 episodio, 2010)
- The Whole Truth (1 episodio, 2010)
- Castle es Blanca (1 episodio, 2011)
- The Mentalist es Isabella Artega (1 episode, 2011)
- Law & Order: Los Angeles es Inez Gomez (1 episodio, 2011)
- Deep Blue Breath (2011) es Enfermera Talbot
- My Last Day Without You (2011) es Luz
- Caribe Road es Capitán Garcia (5 episodes, 2011)
- The Secret Life of the American Teenager (4 episodios, 2012-2013)
- Dallas es Carmen Ramos (19 episodios, 2012–2014)
- A Haunted House (2013) es Rosa
- Major Crimes es Mary Torres (1 episodio, 2013)
- Plush (2013) es Dr. Ortiz
- Unidentified (2013)
- Times Like These es Gladys (2013)
- The Single Moms Club  es Madre de Manny (2014)
- Ambitions es Sra. Snacks (2014)
- Fear the Walking Dead es Celia Flores (2016)
- Runaways es Graciela Aguirre (2017)
- Altered Carbon es Alazne Ortega (2018)
- Knives Out es Madre de Marta (2019)
- Nueve balas es la abuela (2022)